# Charles Joseph de Harlez
Charles Joseph de Harlez de Deulin (21 de agosto de 1832, Lieja, Bélgica-14 de julio de 1899, Lovaina, Bélgica) fue un estudioso belga y profesor de la Universidad Católica de Lovaina.

## Biografía
En esencia era un orientalista prolífico, cuyo peritaje abordó temas tales como el chamanismo tibetano, la religión zoroastriana, la lengua y literatura chinas, los idiomas sánscrito y manchú, entre otros. Su figura y trabajo fueron venerados en un compendio de ensayos científicos o ‘Festschrift’ publicados en 1896 en Leiden (Países Bajos), titulado Mélanges. 